# US-amerikanische Badmintonmeisterschaft 2000
Die US-amerikanische Badmintonmeisterschaft 2000 fand vom 7. bis zum 9. April 2000 im Orange County Badminton Club in Orange, Kalifornien, statt.

## Medaillengewinner
| Disziplin    | Gold                          | Silber                                | Bronze               |
| ------------ | ----------------------------- | ------------------------------------- | -------------------- |
| Herreneinzel | Alex Liang                    | Kevin Han                             | Khankham Malaythong  |
| Dameneinzel  | Yeping Tang                   | Elie Wu                               | Yaun Wang            |
| Herrendoppel | Mathew Fogarty Wu Chibing     | Amarit Rojsirivit Khankham Malaythong | Andy Chong Benny Lee |
| Damendoppel  | Janis Tan Elie Wu             | Yeping Tang Eileen Tang               | Andrea Baum Eva Lee  |
| Mixed        | Wu Chibing Melinda Keszthelyi | Andy Chong Yeping Tang                | Ben Wu Elie Wu       |